# Miles to Go

Miley Cyrus' signature

Miles to Go ou Mes Secrets en version française est une autobiographie par Miley Cyrus et publié par Disney Hyperion en mars 2009. Le livre traite de «la relation de Miley Cyrus avec ses parents, ses réflexions sur les médias, sa vie amoureuse, ses ambitions pour l'avenir et les étapes qu'elle a encore à atteindre dans sa vie.

## Extrait
Il y a quatre ans, Miley Cyrus était une inconnue qui menait une vie simple: la famille, les amis, l'école, l'équipe de pom-pom girls et les tâches quotidiennes à la ferme. Puis vint la série Hannah Montana.
En une nuit, Miley est devenue une superstar: un phénomène de la chanson et de la télévision. 
Les jours tranquilles ont été remplacés par des concerts à guichets fermés, des apparitions sur les plateaux télé, 
des séances photos pour les plus grands magazines...
Mais Miley est aussi une belle adolescente, talentueuse et sympathique, naturelle et joyeuse, qui reste authentique et proche de sa famille. 
Dans Miles to go, elle raconte pour la première fois sa vie aux airs de conte de fées, son existence de star, ses projets d'avenir (voyager en Asie, trouver l'homme de sa vie...!), le passage à la vie adulte (le permis de conduire!), et les leçons à retenir (vivre le moment présent!)

## Résumé
Cette autobiographie comporte quelques photos de Miley Cyrus bébé, enfant et adolescente où elle figure parfois avec sa famille et ses amis. On y découvre plusieurs secrets qui seront dévoilés au grand jour dont ses nombreuses intimidations au primaire dues à la célébrité de son père, Billy Ray Cyrus, le décès de son grand-père, etc. 

## Commentaires
Une suite de cette autobiographie vient de sortir récemment appelée Mon Chemin. Miley Cyrus a complété davantage sa liste de rêves et d'autres photos d'elle ont été ajoutées. 